# Макхадо (местный муниципалитет)
Макхадо (Makhado) — местный муниципалитет в районе Вхембе провинции Лимпопо (ЮАР). Административный центр — город Луис-Тричард.

## География
Макхадо находится в северо-восточной части Южно-Африканской республики, в районе Вхембе Территория муниципалитета составляет 8,300 км2.

## Население
В 2011 году население муниципалитета составило 516 031 человек, а в 2016 — 471 805 человек.